# Jiří Reinsberg
Jiří Reinsberg (30. března 1918 Brno – 6. ledna 2004 Praha) byl český katolický kněz a spisovatel. Přes půl století působil v pražském kostela Matky Boží před Týnem a kostele svatého Havla. Jeho farnost byla po celou dobu komunistického režimu živým společenstvím intelektuálů, disidentů i studentů, a byla prvním místem zavádění české liturgické reformy po Druhém vatikánském koncilu. Jiří Reinsberg byl také skautem (měl skautskou přezdívku Amundsen) a až do pozdního věku se skautství věnoval i literárně.

## Život

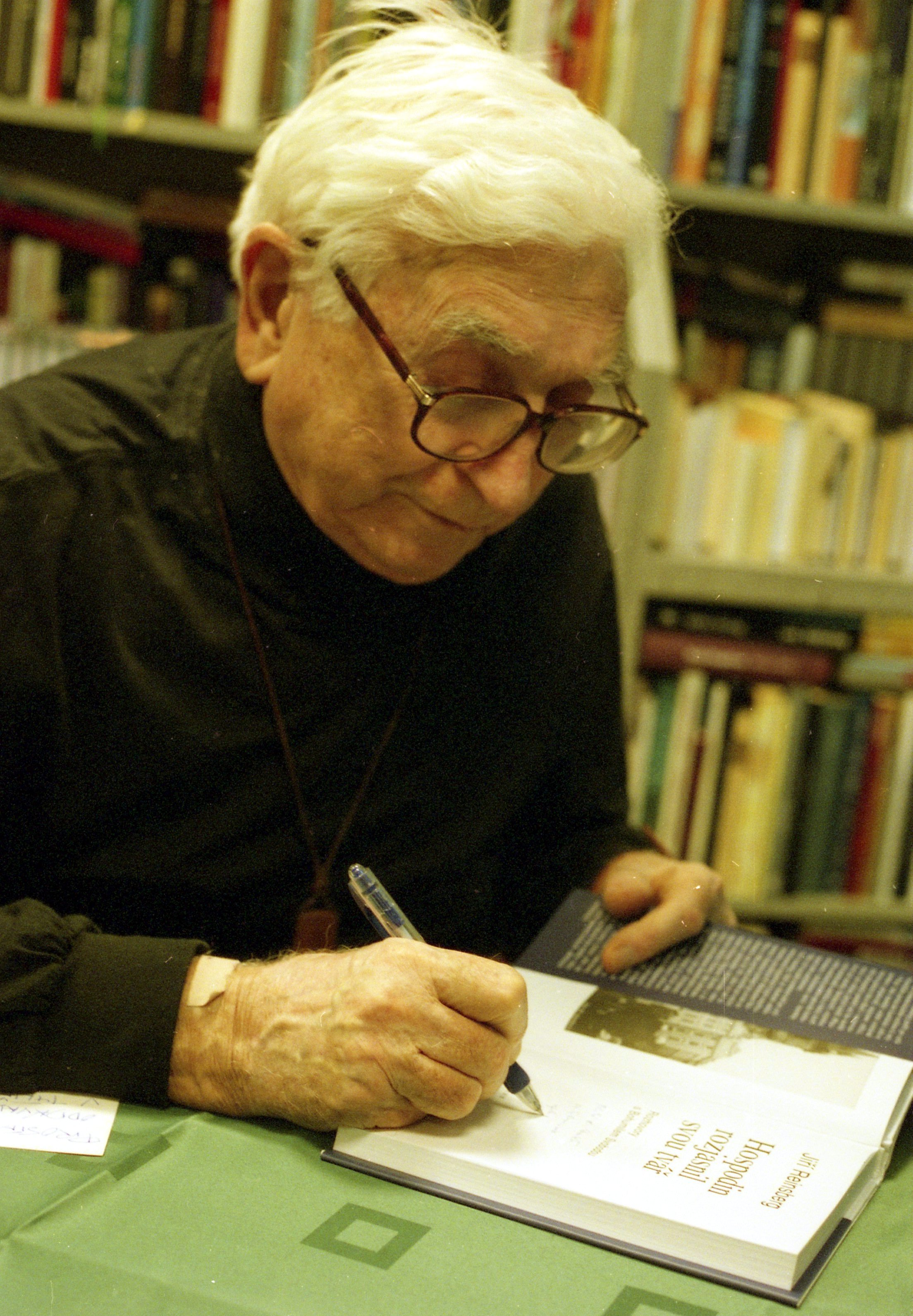
Jiří Reinsberg v roce 2003 na vernisáži svého životopisu

### Mládí a mimofarní aktivity
Jiří Reinsberg vyrostl v pražské měšťanské a intelektuální rodině. Jeho dědeček, lékař Josef Reinsberg (1844–1930), byl rektorem Univerzity Karlovy a otec Viktor Reinsberg (1875–1938) rektorem Komenského univerzity, profesorem dermatologie.
V dětství nebyl příliš aktivním křesťanem. V roce 1933, když studoval na gymnáziu, jej nadchl nekonformní benediktin Karel Method Klement, zakladatel ministrantského skautského svazu Legio angelica, národnostně smíšeného hnutí vzniklého roku 1929, působícího převážně v Čechách a zabývajícího se nejen moderní liturgickou formací, ale i vedením k životní poctivosti, sociální solidaritě, skutečné zbožnosti i zálibám pro volný čas včetně sportů či skautingu. Antonín Svojsík, zakladatel českého skautingu, byl zase Reinsbergovým tělocvikářem na gymnáziu v Křemencově ulici. Ještě jako gymnazista Jiří Reinsberg dělal korektury druhého vydání Misálu na každý den, jehož autorem byl emauzský benediktin Marian Schaller. V Emauzích také začal zpívat v chorálním sboru.
Poté, co mu Method Klement rozmluvil záměr vstoupit do kláštera, rozhodl se Jiří Reinsberg pro kněžství a pro své velké nadání byl roku 1937 poslán na studium do Itálie do koleje Nepomucenum. Za studií v Itálii prošel válkou, zažil hlad a zimu. Jeho bratr Svante 30. ledna 1942 zahynul v nacistickém koncentračním táboře. Během války Jiří dokončil v Římě studia (8 semestrů filosofie a 10 semestrů teologie) a po vysvěcení (Lateránská bazilika, 19. prosince 1942) odjel na jižní frontu postupujících spojeneckých vojsk, kde se přidal k britské dělostřelecké jednotce, s níž odcestoval do Anglie. Tam absolvoval vojenský výcvik. Do Československa se vrátil jako příslušník Československé samostatné obrněné brigády na západní frontě. V uniformě poručíka chodil prý ještě dva roky po válce.
V poměrně raném věku přišel o ledvinu.
Byl členem roverského kmene „G“ Mirko Vosátky. Byl zemským duchovním rádcem Junáka, v čemž byl následníkem Štěpána Trochty. Po třetí obnově českého skautingu mu byl udělen řád „Stříbrného vlka“.
21. ledna 2001 byl jednou z 27 osobností, které vyzvaly vedení České televize v čele s Janou Bobošíkovou k odstoupení.

### Kněžské působení
V roce 1946 byl Jiří Reinsberg půl roku kaplanem v Berouně. Od 1. srpna 1946 až do roku 2003 působil v pražském Týnském chrámu, od konce 90. let jen příležitostně jako emeritní farář. Bydlel v Podolí. Proslul jako vzdělaný, inteligentní, lidsky zralý i vtipný kazatel, zpovědník i společník, který významně ovlivnil několik generací zejména křesťanských intelektuálů, a to od krajně liberálních až po krajně konzervativní. Teologická, literární, historická i duchovní hloubka jeho kázání bývala doplněná neotřelostí, humorností, odbočkami a neformálností projevu tak, že byla oblíbená i u farníků, kteří nebyli přímo intelektuály. Kázání stejně jako běžné rozhovory vedl v hovorové řeči přecházející až do žargonu. („Drsnějsí slova mají moc lidi vyburcovat, což je dobrý důvod k tomu, aby se používala.“) Stovky svých farníků znal a oslovoval jménem. Týnskými odchovanci jsou například Tomáš Halík, František Radkovský, Jan Sokol, Václav Dvořák, Vojtěch Eliáš. Značná část raných Reinsbergových žáků skončila v komunistických vězeních nebo v emigraci.
Již v padesátých letech zavedl liturgickou reformu Pia XII. (dekret „Dominicae resurrectionis vigiliam“, 1951), působivý noční velikonoční obřad. V Týnské farnosti působily přední osobnosti české liturgické hudby, zaváděly se zde dříve než jinde pokoncilní české překlady liturgických textů i ostatní liturgické změny. Zároveň se zde uchovávala i důstojná latinská bohoslužba. Při významných příležitostech pronášel Jiří Reinsberg kázání - kromě češtiny - i v mnoha dalších jazycích. V liturgice byl žákem Emauzských benediktinů. Po svém propuštění z vězení našel v jeho farnosti útočiště františkán a liturgický reformátor Bonaventura Bouše. Od roku 1968 byl jeho kaplanem Miloslav Máša. Spolupracovníky na liturgické reformě byli i Josef Myslivec a hudební skladatelé Jan Klusák, Jarmil Burghauser, Petr Eben, Ilja Hurník. Varhaníky byli například Dr. Macek, Dr. Evžen Kindler, Dr. Plocek, prof. Korejs, Dr. Eliáš. Repertoár sahal od chorálních děl přes bachovská či michnovská díla až k moderním skladbám, přičemž náročné, někdy i vícehlasé zpěvy byly nacvičovány jak s celou farní obcí, tak s mužskou i dívčí scholou. S Týnskou farností byl spjat i sochař Karel Stádník. Z jeho farnosti vzešlo též mnoho kněžských povolání, například pozdější první biskup plzeňský František Radkovský, Mons. Tomáš Halík, P. Jiří Kusý či P. Yvo Josef Rynda.
I jako zpovědník byl známý spíše „rabínskou“ moudrostí. Jan Kofroň například uvádí, že namísto obligátního odříkávání otčenášů a zdrávasů ukládal pokání například takto: „Víš co? Udělej si doma pořádek ve věcech, za pokání budeš aspoň 7 hodin spát, nebo udělej rodičům něco hezkýho, nebo si přečti 4. kapitolu 1. Janova listu…“. O některých lidech, jejichž život byl hodně daleko od „katolického ideálu“, se prý vyjádřil: „Víš, na umělce musí být Pán Bůh hodnější“ (podle Pavla Hradílka). Pavlu Hradílkovi radil: „Buď se budeš vychovávat sám, nebo tě budou vychovávat jiní, a to daleko víc bolí.“ K určitému druhu nutných podvodů mu doporučoval: „Dělej to také tak, ale nenauč se to.“ Karel Komárek vzpomíná, že dostal za pokání si celé prázdniny spravovat sám „fusekle“. Mnozí však dosvědčují, že morálku nezměkčoval ani nezlehčoval, spíše ji pojímal opravdověji. Kvůli tomu, že Jiří Reinsberg nechtěl zpovědi odbývat, často začínaly bohoslužby i o 15 minut později.
V dobách komunistického režimu byl tajnou policií sledován a opakovaně vyslýchán, ale nikdy nebyl zavřený ve vězení ani nepřišel o státní souhlas. Byl věrný svému svědomí, ale v politice se sám přímo neangažoval. V rámci politické situace dbal na opatrnost, například nabádal farníky, aby se po bohoslužbě neshlukovali před kostelem. Teolog Josef Zvěřina mu přílišnou opatrnost vytkl, ale s odpovědí Jiřího Reinsberga byl spokojen. Jako důvody, proč mohl Reinsberg celou dobu veřejně působit, Josef Hošek Pavlu Hradílkovi kromě této opatrnosti uvádí i to, že byl schopen vyjít s každým, a i představitelé režimu při rozhovoru s ním cítili, že je lidsky respektuje. Dalším důvodem mohlo být, že jeho bratr Svante Reinsberg, který zahynul v koncentračním táboře, byl komunistou, a další jeho příbuzná byla členkou Komunistické strany Rakouska. („On byl brácha opravdový – strašně ho vzrušovaly sociální nerovnosti a nespravedlnosti – tenkrát lidi bydleli třeba tady na okraji Prahy ve všelijakých dírách a jeskyních – a to ho hnalo ke komunistům, když to nenašel u křesťanů.“; cit. z knihy Hospodin rozjasnil svou tvář). Tomáš Halík vyjádřil názor, že komunistický režim tuto živou farnost v centru hlavního města nechával žít také jako výkladní skříň náboženské svobody. Sám Reinsberg prý na tuto otázku odpověděl, že je anekdotčík, kterého mocipáni neberou příliš vážně; jindy uvedl, že podle zkušeností ze Sovětského svazu byla liturgie méně pronásledovanou činností než tisk nebo řády, a proto perspektivnější. Reinsberg také, podle Hradílka, tajně oddával komunistické funkcionáře, například kulturního tajemníka OV KSČ v Praze 1, nebo komunistického ideologa a šachového velmistra Luďka Pachmana. Naproti tomu 21. srpna 1969 poskytoval v kostele azyl demonstrantům, proti nimž policie na Staroměstském náměstí zaútočila vodními děly.
Jako ho nepostihlo vězení, ač s touto možností vždy musel počítat, vyhnuly se mu v životě i vědecké a biskupské hodnosti, ač k nim měl blízko. V roce 1991 byl jmenován papežským prelátem.

### Úmrtí
Slavnou liturgii posledního rozloučení vedl 13. ledna 2004 od 10 hodin biskup Jaroslav Škarvada za velké účasti lidí včetně mnoha skautů s vlajkami. Reinsbergovo tělo bylo uloženo do rodinné hrobky na Vinohradském hřbitově.

## Publikace
Je autorem několika knih; mimoto byl jedním ze dvou konzultantů Slovníku spisovného jazyka českého (SSJČ) pro věci církevní a náboženské (druhým byl Miroslav Vodrážka).
- Jiří Reinsberg: Skaut přemýšlí o Kristu, Praha, Bohuslav Rupp, 1947
- Jiří Reinsberg, Věra Brázdová: Misálek pro nejmenší, ÚCN, Česká katolická charita, Praha, 1969
- Jiří Reinsberg, Tomáš Kubalík: Knížka pro ministranty, Portál, 1994, ISBN 80-85282-44-5, 2. vyd. 2003, ISBN 80-7178-857-0
- Jiří Reinsberg: Probíhejte Jeruzalém a sviťte, Praha, Česká křesťanská akademie, 1996, ISBN 80-85795-28-0, 2. vyd. 1997, ISBN 80-85795-32-9, 3. vyd. Karmelitánské nakladatelství, 2000, ISBN 80-7192-536-5 (ukázky)
- Jiří Reinsberg: Misálek pro nejmenší, Portál, 1997, ISBN 80-7178-100-2, 2. vyd. 2004, ISBN 80-7178-928-3
- Jiří Reinsberg, Bohumil Svoboda: Legio angelica a p. Method K. Klement, OSB, Trinitas, Svitavy, 2000, ISBN 80-86036-30-8
- Jiří Reinsberg: Moje archa úmluvy – vzpomínky Jiřího Reinsberga rovera Amundsena, Praha, Junák, 2000, ISBN 80-86109-34-8
- Tomáš Biňovec, Jiří Reinsberg: Modlitby skautů, Praha, Tiskové a distribuční centrum Junáka, 2001, ISBN 80-86109-57-7
- Jiří Reinsberg: Rover naslouchá Kristu, Karmelitánské nakladatelství, 2005, ISBN 80-7192-689-2 (výklad mše svaté)

### Rozhovory
- Zdeněk Vyšohlíd, Jiří Reinsberg: Rozhovory před věčností, Praha, Český spisovatel, 1997, ISBN 80-202-0655-8
- Jiří Reinsberg, Bohumil Svoboda: Hospodin rozjasnil svou tvář, Vyšehrad 2003, ISBN 80-7021-638-7, 2. rozšíř. vydání Vyšehrad, 2004, ISBN 80-7021-724-3 (životopisné rozhovory)
- Jiří Reinsberg, Eva Fuchsová: O smyslu postu, rozhovor (Amen, 1999/2)
- Jiří Reinsberg, Věra Kofroňová: Když papež chtěl chorál jako v Emauzích (Česká sekce vatikánského rozhlasu, 10. 4. 2003)
- Jiří Reinsberg, Johana Bronková, Věra Kofroňová: Český člověk má plachou zbožnost (Česká sekce vatiknského rozhlasu, 8. 1. 2004)

### Média
- Promluvy P. Jiřího Reinsberga (cyklus promluv přípravy na Velikonoce a na křest)
- Jiří Reinsberg: Probíhejte Jeruzalém a sviťte, Karmelitánské nakladatelství, 1996, verze na magnetofonové nahrávce
- Křest 1959 Unikátní amatérský film zachycuje J. Reinsberga při křtu v roce 1959